# Carlos Martínez Alonso
Carlos Martínez Alonso (Ciñera de Gordón, La Pola de Gordón, Lleó, 9 de gener de 1950) és un immunòleg espanyol. Ha estat president del Consell Superior d'Investigacions Científiques entre el 2004 i el 2008, i Secretari d'Estat d'Investigació entre el 2008 i el 2009.

## Biografia
Llicenciat en ciències químiques per la Universitat Complutense de Madrid el 1974, de la qual es va doctorar quatre anys més tard, ha estat president de l'European Molecular Biology Conference, i vicepresident del Consell del Laboratori Europeu de Biologia Molecular a Heidelberg. El 1986 es va convertir en professor d'investigació al Centre Nacional de Biotecnologia del Consell Superior d'Investigacions Científiques (CNB-CSIC), passant, posteriorment, a exercir com a director del departament d'Immunologia i Oncologia d'aquest organisme i, entre maig del 2004 i abril del 2008, com a president del mateix CSIC. També ha estat membre d'algunes de les més prestigioses societats científiques, i ha format part del Comitè Editorial de diverses revistes internacionals, a més de ser l'autor de més de 400 publicacions en prestigioses revistes internacionals.
Durant la seva direcció del Centre Nacional de Biotecnologia, ubicat al campus de la Universitat Autònoma de Madrid, el 1994 es va signar un acord entre el Consell Superior d'Investigacions Científiques (CSIC) i la multinacional farmacèutica "Pharmacia" que va comportar la creació d'un nou departament d'Immunologia i Oncologia a la seva seu.
Va ser un dels científics espanyols de primera línia que va elaborar el Pacte d'Estat per la Ciència. El 2004 va ser nomenat president del Consell Superior d'Investigacions Científiques, un ens que reuneix 120 centres, 2.500 investigadors en plantilla i amb un pressupost que supera els 700 milions d'euros. A l'abril del 2008 abandona aquest últim lloc per ocupar el lloc de Secretari d'Estat d'Investigació en el recentment creat Ministeri de Ciència i Innovació, sent substituït per l'astrofísic Rafael Rodrigo Montero. Va ser destituït com a secretari d'Estat d'Investigació el 4 de desembre de 2009.
Al llarg dels últims 30 anys ha estudiat els leucòcits en diversos camps i ha treballat, també, en la identificació de les causes moleculars responsables de les malalties inflamatòries cròniques subjacents en el càncer.

## Premis i reconeixements
- Premis de la Reial Acadèmia de Ciències Exactes, Físiques i Naturals.[6]
- 2001: Premi DuPont de la Ciència.[6]
- 2003: Premi Junta de Castella i Lleó d'Investigació Científica i Tècnica
- 2003ː Premi Rei Jaume I d'Investigació Científica.[2]
- 2003ː Fill predilecte de l'Ajuntament de Pola de Gordón.[6]
- 2004: Premi Fundació Lilly d'Investigació Preclínica.[6]
- Premi de la Fundació Carmen i Severo Ochoa.[6]
- 2005: Doctor Honoris Causa per la Universitat de Lleó.[6]
- 2006: Doctor Honoris Causa per la Universitat d'Alcalá.
- 2010: Premi Nacional d'Investigació Gregorio Marañón.[7]
- 2014: Premi Mèxic de Ciència i Tecnologia.